# 三苯氯甲烷
三苯氯甲烷（Triphenylmethyl chloride, TrCl)，化学式C19H15Cl，是一种呈白色固体的卤代烃，有机合成中作为三苯甲基保护基的来源。

## 制备
三苯氯甲烷是一种商业试剂。它可由三苯甲醇与乙酰氯反应制备：
或由过量的苯与四氯化碳在三氯化铝催化下的傅-克烷基化反应制备，因单取代产物(三氯甲苯)与二取代产物(二苯二氯甲烷)均是液体，产物经盐酸水解分离，过滤所得固体产物即为三苯氯甲烷。

## 反应
三苯氯甲烷在非极性溶剂中与金属钠反应得到三苯甲基钠：
(C6H5)3CCl  +  2 Na   →  (C6H5)3CNa  +  NaCl
与六氟磷酸银反应，得到三苯甲基正离子与六氟磷酸根的盐，呈棕色粉末，对空气敏感，光照下变色。
(C6H5)3CCl  +  AgPF6   →  (C6H5)3CPF6 +  AgCl

## 应用
因为三苯甲基显著的空间位阻，TrCl通常只能与伯醇反应成醚，据此三苯氯甲烷在有机合成中作为伯羟基的保护试剂，在多糖的合成中选择性保护6号位羟基。